# Deutsch-zentralafrikanische Beziehungen
Die deutsch-zentralafrikanischen Beziehungen werden vom Auswärtigen Amt als „problemfrei, jedoch von geringer Intensität“ bezeichnet. Seit der Schließung der Deutschen Botschaft in Bangui ist die Deutsche Botschaft in Kamerun für die Beziehungen mit der Zentralafrikanischen Republik zuständig. Die Zentralafrikanische Republik verfügt als eines der wenigen Länder über keine eigene Botschaft in Deutschland. Für die Beziehungen zu Deutschland ist die zentralafrikanische Botschaft in Paris zuständig.

## Geschichte
Der baltendeutsche Afrikaforscher Georg Schweinfurth entdeckte 1870 den Fluss Uelle und erforschte Gebiete, die in der heutigen Zentralafrikanischen Republik liegen. 1911 schlug der Marokko-Kongo-Vertrag die Region Mbaïki der Kolonie Kamerun zu, Teile des modernen Staatsgebiets standen damit für eine Zeit lang unter deutscher Kolonialverwaltung.
Im Jahre 1960 nehmen die Bundesrepublik Deutschland (BRD) unter Kanzler Konrad Adenauer und die zwei Jahre zuvor von Frankreich unabhängig gewordene Zentralafrikanische Republik unter Präsident David Dacko diplomatische Beziehungen auf. Im folgenden Jahr nahm Heinrich Sartorius als erster Botschafter seine Arbeit auf. Am 18. Dezember 1972 nahm die Zentralafrikanische Republik auch mit der Deutschen Demokratischen Republik (DDR) Beziehungen auf, nachdem die Hallstein-Doktrin von der BRD aufgegeben wurde.
1977 lässt sich Jean-Bédel Bokassa zum Kaiser von Zentralafrika krönen. Als deutscher Sonderbotschafter wohnte Harald Graf von Posadowsky-Wehner der Krönungszeremonie bei. Als Rechtsberater für den Kaiser von Zentralafrika fungierte ab 1981 der deutsche Rechtswissenschaftler Rolf Knieper.
Im Jahre 1997 wurde die deutsche Botschaft in der Zentralafrikanischen Republik geschlossen.
2014 wurden 80 deutsche Soldaten vom Bundestag für die EU-Mission EUFOR RCA in die Zentralafrikanische Republik entsendet.

## Wirtschaft
Die wirtschaftlichen Beziehungen sind kaum entwickelt. Im Jahr 2021 belief sich das Handelsvolumen zwischen den beiden Ländern auf 10,7 Millionen Euro. Deutsche Exporte beliefen sich auf 9,1 Millionen Euro, während Deutschland aus der Zentralafrikanischen Republik Waren im Wert von 1,6 Millionen Euro einführte.
Deutschland leistet Entwicklungshilfe an die Zentralafrikanische Republik. Im Jahre 2014 stellte Deutschland 145 Mio. Euro für den Wiederaufbau des Gesundheitssystems und Maßnahmen zur Bekämpfung des Hungers in dem vom Bürgerkrieg erschütterten Land zur Verfügung.

## Kultur
An einigen Schulen im Land wird Deutsch als Zweitsprache gelehrt. Deutsche Kultureinrichtungen sind im Land nicht präsent.